# Perizoma corticeata
Perizoma corticeata är en fjärilsart som beskrevs av Walker 1863. Perizoma corticeata ingår i släktet Perizoma och familjen mätare. Inga underarter finns listade i Catalogue of Life.